# Gillotia alboviridis
Gillotia alboviridis är en tvåvingeart som först beskrevs av Malloch 1915.  Gillotia alboviridis ingår i släktet Gillotia och familjen fjädermyggor. Inga underarter finns listade i Catalogue of Life.